# Cordilura rubifrontata
Cordilura rubifrontata är en tvåvingeart som först beskrevs av Becker 1894.  Cordilura rubifrontata ingår i släktet Cordilura och familjen kolvflugor. Inga underarter finns listade i Catalogue of Life.